# Вкусовая сенсорная система
Вкусова́я сенсо́рная систе́ма — сенсорная система, при помощи которой воспринимаются вкусовые раздражения.
Вкусовые рецепторы, как и обонятельные рецепторы, являются хеморецепторами и предназначены для отслеживания химического состава окружающей среды. Например, у человека последствия реакции TAS2R на горечь кофе во рту и желудке разные. Яркий пример важности места взаимодействия – гистамин.
Вкус обычно рассматривают как контактное чувство (сравнить с ощущением): действующие молекулы находятся в растворе, который контактирует с рецептором, а обоняние, напротив, — дистантное чувство, и молекулы химических веществ доставляются к рецепторам потоками воздуха. Такая классификация очень условна как на клеточном, так и на молекулярном уровне (рецепторный механизм в случае как вкуса, так и обоняния может быть одним и тем же). Ещё труднее провести границу между вкусом и обонянием для водных животных, где стимулирующие вещества всегда растворены, а также ряда беспозвоночных (плоских и кольчатых червей, моллюсков). В данной статье подробно рассматриваются собственно вкусовые сенсорные системы насекомых и млекопитающих.

## Низшие беспозвоночные
Как оговаривалось выше, выделение вкусовой системы у многих беспозвоночных довольно условно. Тем не менее, вкусовыми рецепторами у них можно считать хеморецепторы, задействованные в пищевом поведении. Например, плоские черви планарии обладают хеморецепторами, которые локализованы в голове и функционируют при питании. Чарльз Дарвин показал, что дождевые черви способны различать краснокочанную и обычную капусту, а также листья моркови и сельдерея. Наземные моллюски используют хеморецепторы для обнаружения пищи.

## Насекомые

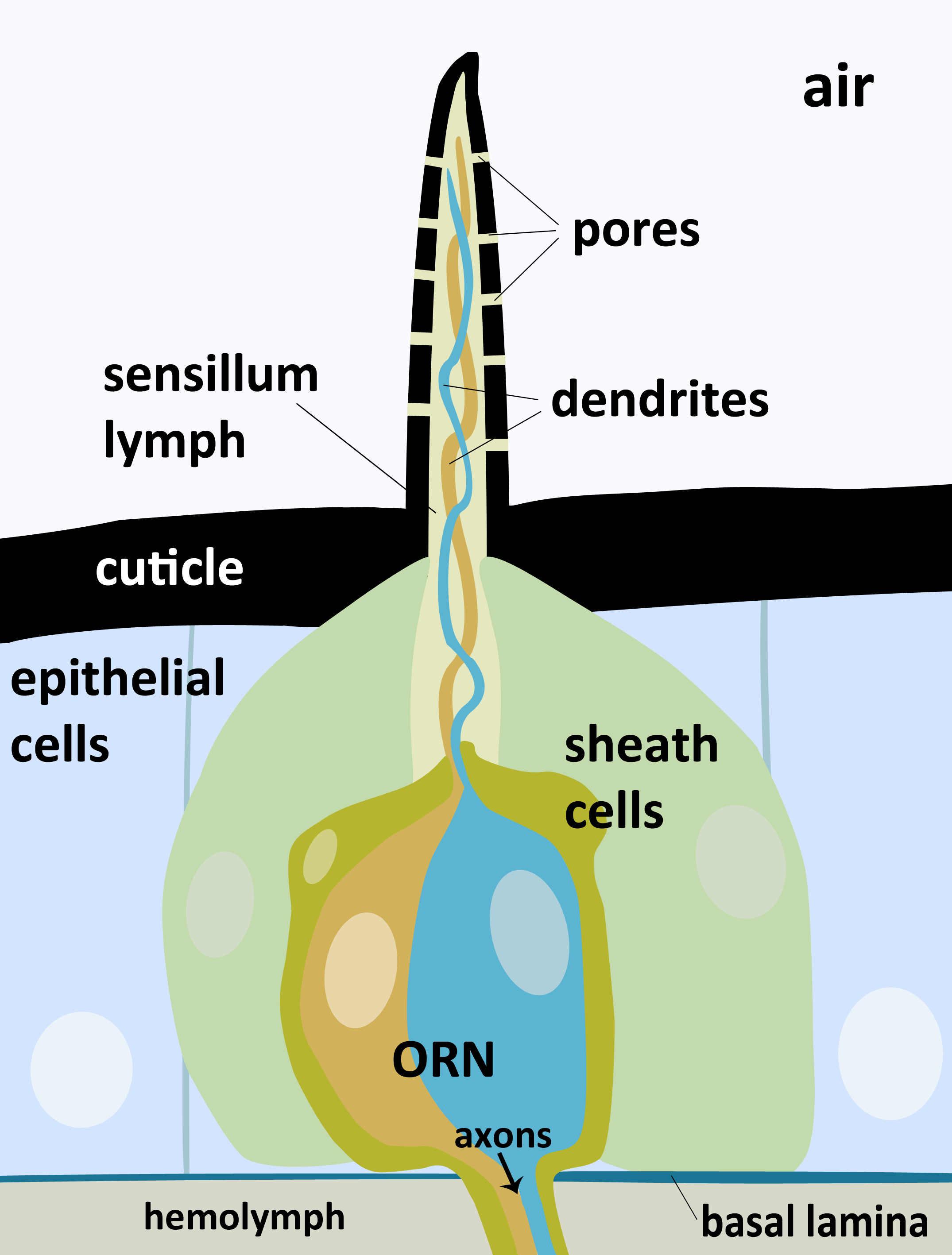
Схема строения сенсиллы насекомого

Исследование вкуса у насекомых началось с работ Минниха и Детье, которые изучали рефлекс вытягивания хоботка у бабочек и мясных мух в ответ на стимуляцию лапок питательными растворами. Позднее сходная хемочувствительность была показана в больших хеморецепторных волосках верхней губы (лабеллума) хоботка мух Calliphora и Phormia. При стимуляции губа выдвигается вперёд так, что волоски соприкасаются с жидкостью и тестируют её. Оказалось, что одиночный лабеллярный рецептор сахара по-разному отвечает на разные сахара, а частота импульсации возрастает с увеличением концентрации сахара. У мясных мух на лабеллуме расположены четыре группы хеморецепторных волосков, которые чувствительны преимущественно к сахарам, катионам, анионам или воде соответственно. Кроме того, сенсиллы, реагирующие на сахара, способны реагировать на некоторые аминокислоты и жирные кислоты, а водные рецепторы ингибируются солями. У других насекомых имеются другие рецепторы, соответствующие их пищевым предпочтениям. Так, растительноядные насекомые и гусеницы имеют рецепторы, чувствительные к химическим веществам, содержащимся в растительной пище.
Хеморецепторные сенсиллы насекомых имеют одну или несколько пор, причём контактные (вкусовые) сенсиллы имеют, как правило, одну пору, а дистантные (обонятельные) имеют несколько пор для увеличения чувствительности. Вкусовые сенсиллы представлены волосками или выростами разной формы и размеров и обычно мультимодальны. Лабеллярные сенсиллы мухи Phormia содержат 4 хеморецепторные и одну механорецепторную клетку. Внешние сегменты дендритов хеморецепторных клеток проходят вдоль сенсиллы и оканчиваются непосредственно под порой, а аксоны этих клеток идут в подглоточный ганглий.
При стимуляции сенсиллы вкусовым раздражителем кончик наружного сегмента хеморецепторной клетки деполяризуется, и деполяризация электротонически распространяется вниз по наружному сегменту и достигает внутреннего сегмента. Деполяризация основания наружного сегмента распространяется к аксону хеморецепторной клетки, где и инициируется импульс. Строение хеморецепторной сенсиллы насекомых напоминает строение миелинизированного аксона позвоночных, однако вместо миелиновой обкладки усиление электротонического распространения тока по сенсилле обеспечивает кутикулярная оболочка, окружающая наружный сегмент.

## Млекопитающие

Строение вкусовой почки

Органы вкуса млекопитающих представлены вкусовыми луковицами, или сосочками, которые расположены на слизистых оболочках языка, твёрдого нёба, а также глотки и надгортанника и содержат рецепторы вкуса (хеморецепторы). Традиционно считалось, что система восприятия вкусовых ощущений у млекопитающих — четырёхкомпонентная, причём первичными вкусами являются сладкий, солёный, кислый и горький. На рубеже XX—XXI вв. выявлен пятый тип рецепторов вкуса, отвечающий за восприятие «мясного» вкуса (умами). Предполагается, что в ходе эволюции высокая чувствительность к горечи развилась как средство избегать ядов (многие вещества, воспринимаемые как горькие, ядовиты; часто они являются токсинами растений, для идентификации которых нужны свои рецепторы), а к сладости — для детектирования высокоэнергетических продуктов.
Вкусовые рецепторы млекопитающих находятся во вкусовых почках, представляющих собой видоизменённые эпителиальные клетки. В 2005 году было установлено, что одна чувствительная клетка экспрессирует только один тип рецепторов, а значит, чувствительная лишь к одному из пяти вкусов.

Рецептор сладкого вкуса, связавший молекулу глюкозы.

Рецепторы, реагирующие на сладкий и горький вкус, а также умами, метаботропные и связаны с G-белками. Например, у человека имеется 43 типа рецепторов горького вкуса, но только один — для умами и один — для сладкого. Входящие сенсорные импульсы горького вкуса проводятся G-белком α-гастдуцином. Рецептор умами представляет собой метаботропный глутаматный рецептор (mGluR4), стимуляция которого вызывает уменьшение концентрации цАМФ. Кислый вкус ощущается, когда присутствие ионов H+, характерное для кислой среды, ведёт к более частому закрыванию К+-каналов и тем самым деполяризует чувствительную клетку. Солёный вкус обусловлен наличием катионов Na+, К+ и т. д., поскольку они, входя в чувствительную клетку по специфическим ионным каналам, деполяризуют клетку, однако присутствие анионов также играет свою роль. Информация от чувствительных клеток собирается лицевым нервом (передние 2/3 языка), языкоглоточным нервом (задняя 1/3 языка и твёрдое нёбо) и блуждающим нервом (глотка и надгортанник), откуда она поступает в особый пучок в продолговатом мозге. Далее она поступает в таламус, а далее — в соответствующую зону коры больших полушарий.
Традиционно было принято считать, сладкий и солёный вкус воспринимаются преимущественно кончиком языка, кислый — его боками, горький — средней частью спинки языка. Тем не менее, имеющиеся к настоящему моменту молекулярные и функциональные данные показывают, что все вкусовые рецепторы распределены по всей поверхности языка и отличаются лишь плотностью своего распределения. Таким образом, никакой «карты языка» не существует, вопреки ошибочным популярным представлениям.
В некоторых источниках в качестве отдельного вкуса выделяют вкус воды. Показано, что смешанная ветвь лицевого нерва млекопитающих содержит волокна, реагирующие на попадание воды на язык. Однако субъективно «вкус» воды воспринимается по-разному в зависимости от того, какое вкусовое ощущение ему предшествовало. Так, после действия хинина или лимонной кислоты вкус воды оценивается как сладкий, а после NaCl или сахарозы — как горький. Поэтому, возможно, между рецепторами воды и вышеупомянутых вкусовых ощущений есть взаимодействие.
В 2015 году были опубликованы результаты исследования, показавшего, что вкус неэтерифицированных жирных кислот («масляный вкус») совершенно отличен от пяти других вкусов (правда, между этим вкусом и умами обнаружилось некоторое перекрывание). Короткоцепочечные жирные кислоты имеют вкус, сходный с кислым, однако при увеличении длины ацильной цепи вкус кислоты становится всё более «масляным».